# Шортс, Ти Джей
«Ти Джей» Шортс (англ. Timothy Neocartes "T. J." Shorts II; род. 15 октября 1997, Ирвайн, штат Калифорния, США) — американский и северомакедонский профессиональный баскетболист, играющий на позиции разыгрывающего защитника.

## Карьера
Будучи студентом, Томпкинс выступал за Университет Дейвис. 
После неудачи на драфте НБА 2019 года переехал в Латвию в клуб «Вентспилс»
Позже переехал играть в Германию. Ярче всего себя проявил в клубе «Телеком Баскетс» — становился лучшим снайпером и MVP Бундеслиги, победителем Лиги чемпионов.
После перехода в клуба «Париж» стал победителем Еврокубка и его MVP.
Летом 2025 г. перешел в греческий «Панатинаикос».

## Достижения

### Клубные
- Чемпион Еврокубка: 2023/2024
- Чемпион Лиги чемпионов: 2022/2023